# Constituição de Cádis

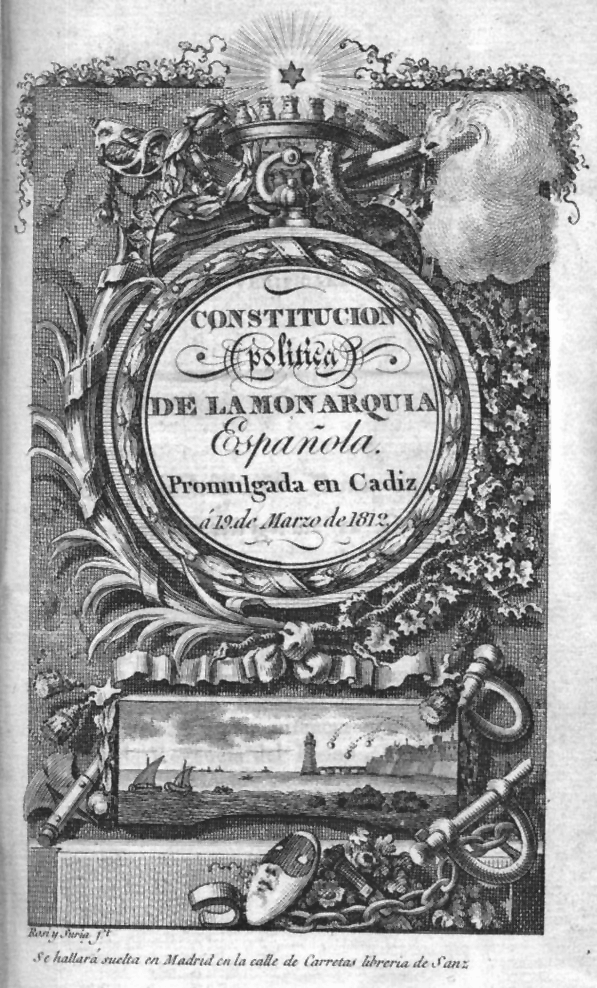
Frontispício de uma edição contemporânea da Constituição de Cádis.

A Constituição de Cádis, também conhecida por Constituição Espanhola de 1812 ou La Pepa, aprovada a 18 de Março de 1812 pelas Cortes Gerais Extraordinárias reunidas na cidade de Cádis, e promulgada no dia imediato, foi o primeiro documento constitucional aprovado na Península Ibérica e um dos primeiros no Mundo, sendo, no sentido moderno, apenas precedida pela Constituição Corsa de 1755 (a primeira constituição verdadeiramente democrática), pela Constituição dos Estados Unidos da América (1787) e pela Constituição Francesa de 1791. 
Oficialmente, a Constituição de Cádis esteve em vigor dois anos, desde o dia da sua promulgação, 19 de Março de 1812, dia de São José, daí o cognome de La Pepa que lhe deu o povo andaluz, até 04 de Maio de 1814, dia em que foi revogada com o regresso à Espanha do rei Fernando VII. Embora efemeramente, foi restaurada por duas vezes: de 1820 a 1823, durante o chamado Triénio Liberal, e em 1836–1837, como norma constitucional transitória durante a elaboração da Constituição de 1837. 
Apesar desta curta vigência, o seu texto exerceu profunda influência no desenvolvimento do constitucionalismo espanhol, português e latino-americano, tendo as suas instruções eleitorais sido adoptadas, na sequência da Martinhada, para a realização das eleições para as Cortes Gerais e Extraordinárias da Nação Portuguesa, realizadas em Dezembro de 1820, e servido de inspiração na elaboração da resultante Constituição Política da Monarquia Portuguesa de 1822.

## Origens e enquadramento sociopolítico

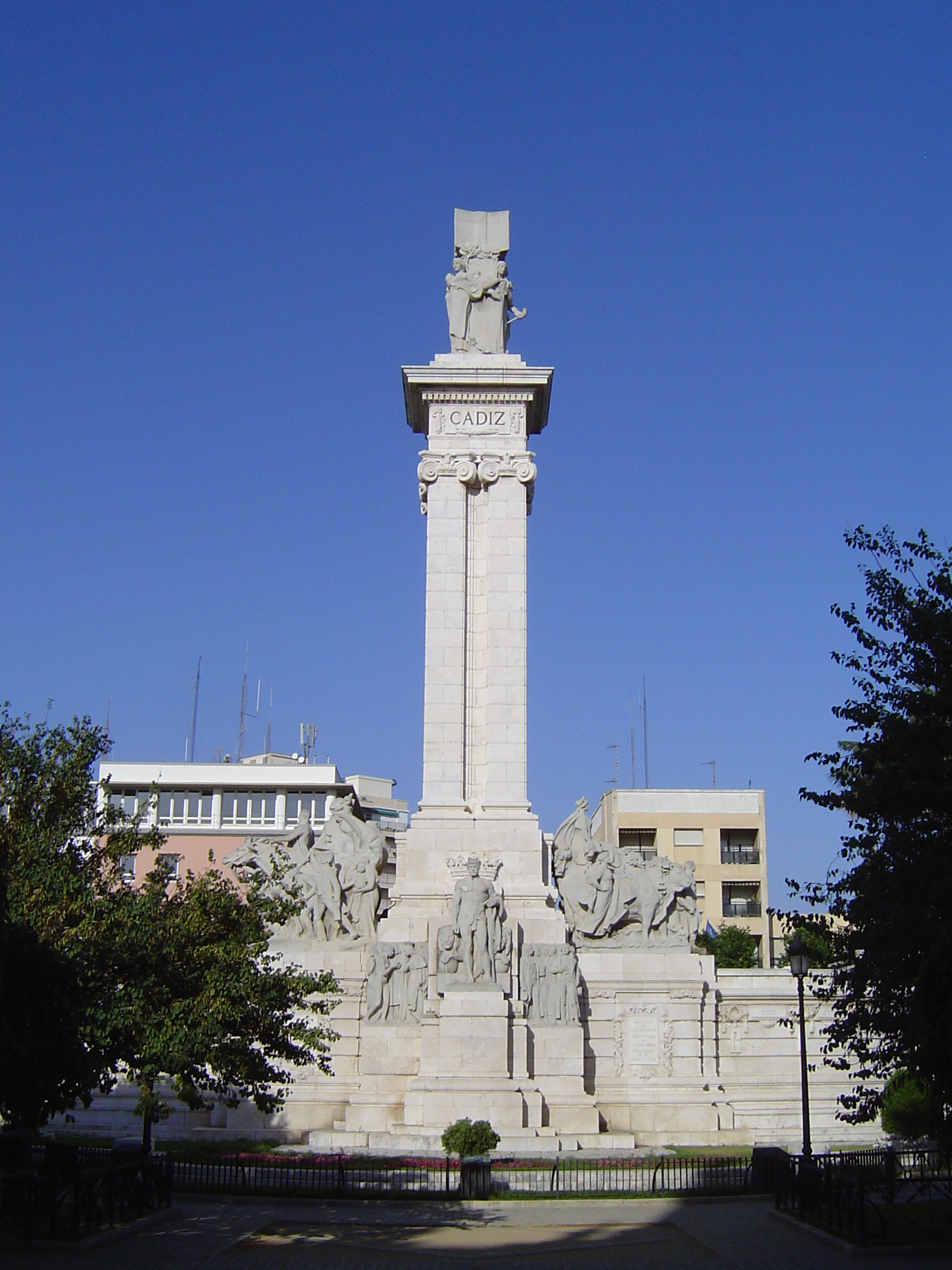
Monumento à Constituição de Cádis (Plaza de España, Cádis).

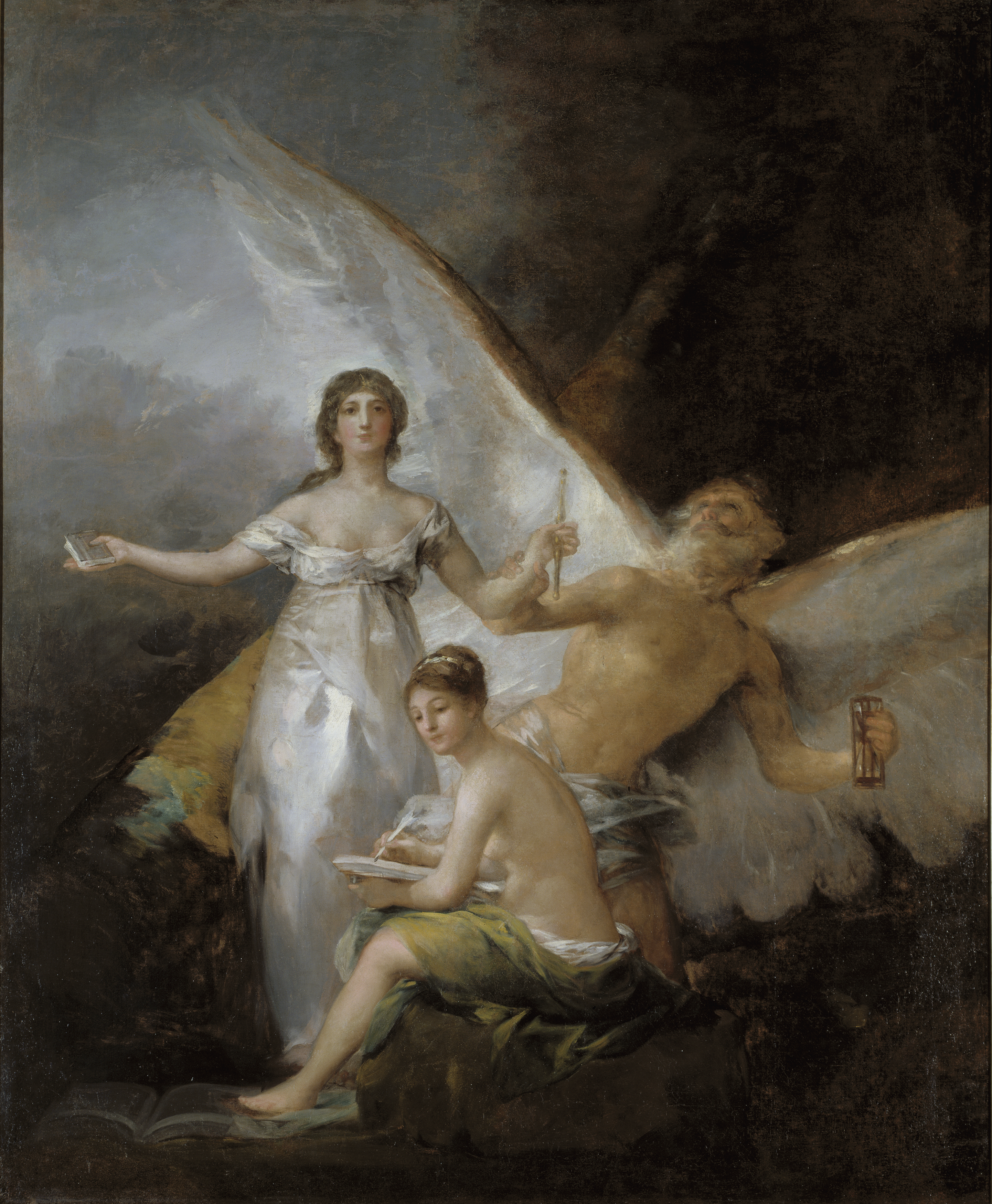
Alegoria à Constituição de 1812, por Francisco de Goya (colecção do Stockholm Nationalmseum — Museu Nacional de Estocolmo).

A Constituição de Cádis nasceu na sequência das profundas mudanças sociais desencadeadas na Europa pela expansão do iluminismo, pela Revolução Francesa e pelo período de grande instabilidade sociopolítica que se lhe seguiu, e que alastrou por todo o continente tendo como catalisador imediato as Guerras Napoleónicas. Neste contexto, teve particular importância o surgimento da chamada Constituição de Baiona, uma carta constitucional imposta por Napoleão Bonaparte aos representantes espanhóis chamados em 1808 à cidade francesa de Baiona.
Em consequência do Levantamento de dois de maio de 1808, do povo de Madrid contra os franceses (imortalizado por Francisco Goya na sua obra El 2 de Mayo de 1808 en Madrid), surgiu em numerosas localidades um fenómeno espontâneo de resistência que se agrupou em torno das chamadas Juntas. Estas compreenderam que com a sua união numa estrutura nacional única obteriam maior eficácia, pelo que a 25 de Setembro do mesmo ano foi constituída a Junta Suprema Central Governativa, com sede primeiro em Aranjuez e depois em Sevilha. As suas funções principais eram dirigir a guerra contra a ocupação francesa e preparar a posterior reconstrução do Estado.
No que respeitava à reconstrução do Estado, colocavam-se duas possibilidades distintas sobre o futuro político espanhol: a primeira delas, representada fundamentalmente por Gaspar Melchor de Jovellanos, consistia na restauração das normas prévias da monarquia absoluta e o retorno à situação anterior à intervenção francesa; a segunda, de cariz liberal, implicava a promulgação de uma Constituição para o Estado espanhol e uma modernização global das suas estruturas, de acordo com os preceitos liberais implícitos nas ideias iluministas e racionalistas. Foi esta última a opção que teve vencimento, convocando-se para tal Cortes Generales y Extraordinarias com poderes constituintes.
O estado de guerra que então se vivia na Península Ibérica, consequência da Guerra Peninsular que então estava no seu auge, levou a que as Cortes tivessem de procurar refúgio fora da cidade de Madrid, então controlada por forças francesas. Em resultado, as Cortes reuniram em Sevilha, ao tempo uma das poucas cidades que não estavam sob ocupação militar estrangeira. Durante o curso dos seus trabalhos, as Cortes foram forçadas a procurar refúgio em San Fernando, localidade então conhecida por Isla de León, já que uma epidemia de febre amarela tornava pouco segura a realização de reuniões em Sevilha. 
As Cortes, cuja primeira reunião ocorreu a 24 de Setembro de 1810 no edifício actualmente conhecido por Teatro de las Cortes, tinham a seguinte composição socioprofissional:
- 90 eclesiásticos
- 56 juristas
- 30 militares
- 14 nobres
- 15 catedráticos
- 49 altos funcionários
- 8 comerciantes
- 20 sem profissão definida.

Perante o avançar das forças francesa, os trabalhos das Cortes voltaram a deslocar-se para Cádis, tendo a Constituição sido promulgada no Oratório de San Felipe Neri daquela cidade no dia 19 de Março de 1812, dia de São José. Aquela coincidência de datas levou a que a Constituição de recebesse a alcunha de La Pepa, o diminutivo carinhoso de Josefa, alcunha que durante muitos anos foi utilizada como grito revolucionário pelos seus apoiantes.
As Cortes ratificaram quase de imediato os princípios fundamentais pelos quais se guiaria a elaboração da Constituição: a soberania popular, afirmando que a soberania reside no povo e não no rei; a legitimidade dinástica de Fernando VII de Espanha como chefe de Estado; a separação de poderes, com a independência e inamovibilidade dos juízes; e a inviolabilidade dos deputados no exercício do seu mandato. O trabalho das Cortes foi árduo e rápido, aprovando um texto constitucional de grande complexidade (são 384 artigos, uma das mais longas Constituições de sempre), num período muito curto.
A Constituição de Cádis não foi um acto revolucionário, nem mesmo uma ruptura com o passado. Desde la legalidade do momento, determinando cuidadosamente quem eram os legítimos representantes do povo, tudo foi objecto de discussão e acordo. Começaram os actos do dia da abertura com procissão cívica, missa e uma exortação, proferida pelo Presidente da Regência, o bispo de Ourense, aos deputados reunidos para que cumprissem fiel e eficientemente as suas obrigações.
Quando Fernando VII foi restaurado no trono, em Março de 1814, em consequência da derrota francesa na Guerra Peninsular, foi obrigado a jurar que respeitaria a Constituição. Contudo, encorajado pelas forças conservadoras que dominavam a sociedade espanhola, com destaque para a hierarquia da Igreja católica Romana, a 4 de Maio repudiou formalmente a Constituição de Cádis e a 10 de Maio mandou prender os líderes liberais, justificando a sua acção com a alegação de que as Cortes tinham reunido na sua ausência e sem a sua autorização. Com estes actos pões termo à incipiente vigência da Constituição e restabeleceu a doutrina de que a autoridade soberana era uma prerrogativa pessoal do rei, não requerendo legitimação popular.